# Marilia major
Marilia major är en nattsländeart som beskrevs av Mueller 1880. Marilia major ingår i släktet Marilia och familjen böjrörsnattsländor. Inga underarter finns listade i Catalogue of Life.